# Mezquita de Çamlıca
La mezquita de Çamlıca en Estambul, Turquía, es la mezquita más grande de Asia Menor y se inauguró el 1 de julio de 2016. Tiene capacidad para reunir a 37.500 fieles (lo que la sitúa entre las mayores del mundo), y el complejo incluye un museo, una galería de arte, una biblioteca, una sala de conferencias y un estacionamiento subterráneo.
La mezquita de Çamlıca fue diseñada por dos arquitectas, Bahar Mızrak y Hayriye Gül Totu, a un costo de alrededor de 150 millones de liras turcas. Se alza sobre la colina de Çamlıca, en el distrito de Üsküdar, en la parte asiática de Estambul y es visible desde toda la ciudad. 
La mezquita de Çamlıca junto con la mezquita Azul de Estambul y la mezquita central de Sabanci en Adana comparten las tres la condición de ser las únicas mezquitas fuera de La Meca y Medina con seis minaretes. Estos tienen una altura de 107,1 m por lo que superan incluso a los de la Gran Mezquita de La Meca. Su altura es un homenaje a la batalla de Manzikert, ocurrida el 26 de agosto de 1071.
La mezquita es uno de los varios megaproyectos abordados por el gobierno turco para demostrar la fortaleza de su economía y proporcionar un legado para el gobernante Partido de la Justicia y el Desarrollo. El presidente turco Recep Tayyip Erdoğan dijo en su inauguración: «Cuando un caballo muere, deja atrás su silla de montar, cuando un hombre muere, deja sus obras».
La construcción del edificio estuvo envuelta en la polémica, principalmente por considerarla innecesaria por ciertos sectores, por su sobrecoste, por la falta de originalidad y por emplazarse en uno de los pocos bosques naturales que aun quedan en Estambul. Sus opositores incluso presentaron querellas y demandas ante la justicia, aunque ello no supuso la paralización del proyecto.
La mezquita de Çamlıca se comenzó a construir en 2013, y aunque fue oficialmente inaugurada en la celebración del Ramadán de 2016, fue terminada en 2019.